# Fermats stora sats

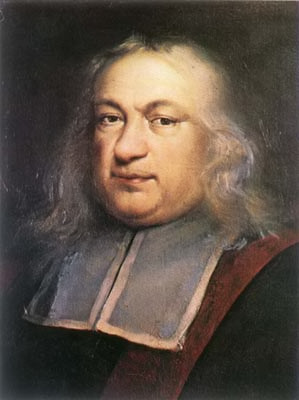
Pierre de Fermat formulerade satsen.

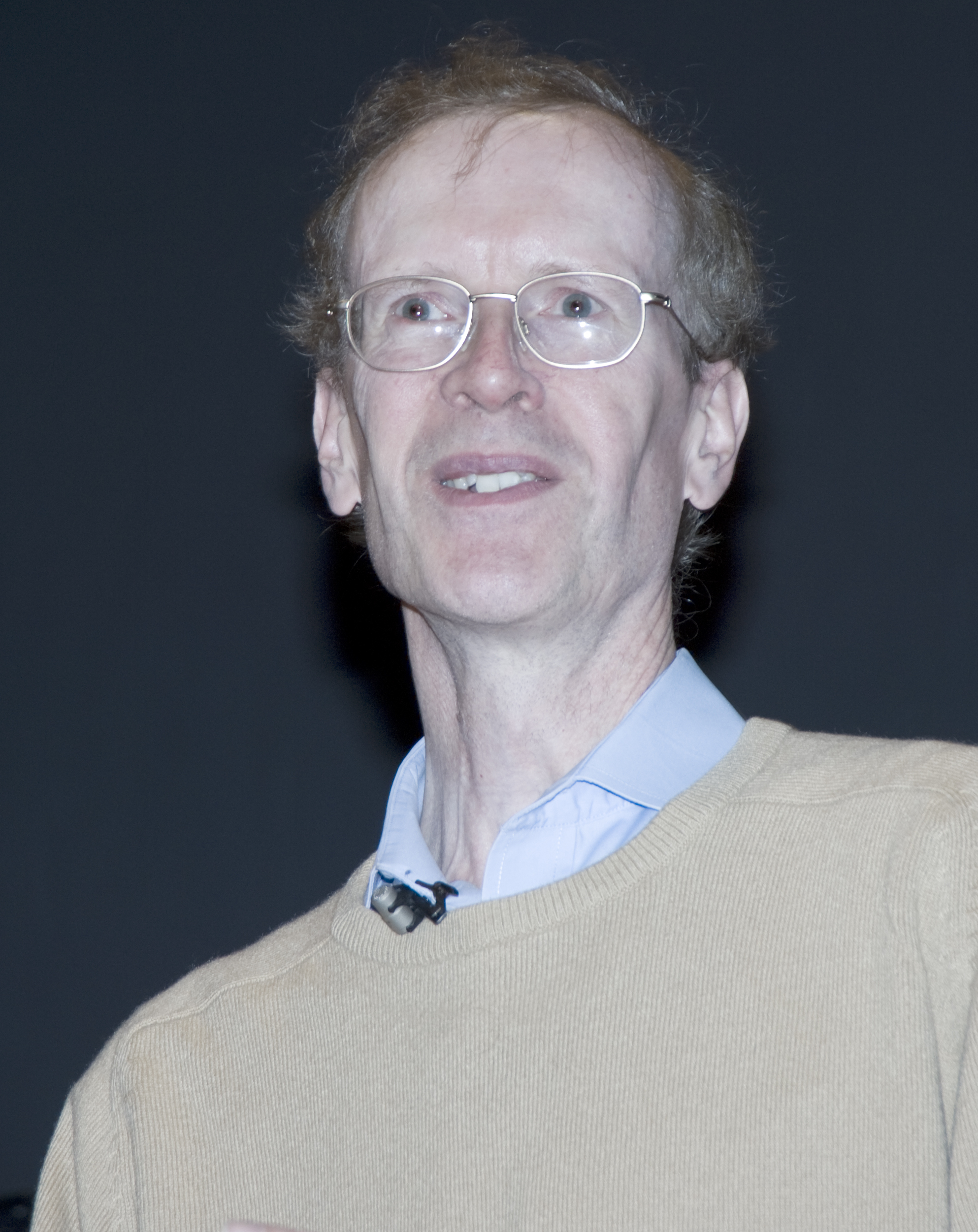
Andrew Wiles bevisade satsen.

Fermats stora sats, även Fermats sista sats, Fermats gåta eller Fermats teorem, är en sats av talteori uppkallad efter Pierre de Fermat som formulerades 1637, men som inte bevisades förrän 1995.

## Satsen
Enligt Fermats stora sats har den diofantiska ekvationen
{\displaystyle \ x^{n}+y^{n}=z^{n}}
inga lösningar för {\displaystyle n>2} bland de positiva heltalen.
För n = 2 finns det oändligt många heltalslösningar, se Pythagoreisk trippel.

## Historik

### Ursprunget
Historien berättar att Fermat 1637 skrev satsen i marginalen av ett exemplar av Diofantos bok Arithmetica, och därefter anteckningen: "Jag har ett i sanning underbart bevis för detta påstående, men marginalen är alltför trång för att rymma detsamma." (Originalet på latin: "Cuius rei demonstrationem mirabilem sane detexi. Hanc marginis exiguitas non caperet"). Detta "högst fantastiska" bevis har inte hittats någonstans i Fermats anteckningar, och man förmodar att Fermat antingen tagit miste, eller att han spelat någon ett spratt.

### Försök att bevisa satsen
I över 350 år försökte många matematiker världen över att bevisa denna sats. Slutligen lyckades Andrew Wiles presentera ett bevis år 1995. Beviset är mycket omfattande och kan inte vara detsamma som det Fermat hänvisar till eftersom det innehåller matematik som inte var känd på Fermats tid.
Förmögna personer utfäste belöningar för problemets lösande. Den största belöningen, från Paul Wolfskehl 1908, var på 100 000 tyska mark.

### Bevis för specifika exponenter
Fermat själv löste fallet n=4. Han bevisade att ekvationen
{\displaystyle x^{4}-y^{4}=z^{2}}
saknar relativt prima heltalslösningar. Det här bevisar fallet n=4 eftersom a4 + b4 = c4 kan skrivas som c4 − b4 = (a2)2.
Alternativa bevis för fallet n = 4 gavs senare av  Frénicle de Bessy (1676), Leonhard Euler (1738), Christian Friedrich Kausler (1802), Peter Barlow (1811), Adrien-Marie Legendre (1830), Schopis (1825), Olry Terquem (1846), Joseph Bertrand (1851), Victor Lebesgue (1853, 1859, 1862), Théophile Pépin (1883), Tafelmacher (1893), David Hilbert (1897), Bendz (1901), Dionisio Gambioli (1901), Leopold Kronecker (1901), Bang (1905), Sommer (1907), Bottari (1908), Karel Rychlík (1910), Robert Carmichael (1913), Harris Hancock (1931) och Gheorge Vrǎnceanu (1966).
Ett inkorrekt bevis för fallet n = 3 gavs av Abu-Mahmud Khojandi. Leonhard Euler (1770) gav ett bevis för n = 3, men även det visade sig vara inkorrekt. Men eftersom Euler själv hade bevisat ett lemma som är nödvändigt för att få beviset fullständigt ges äran av det fallet vanligen åt honom. Alternativa bevis gavs senare av Kausler (1802), Legendre (1823, 1830), Calzolari (1855), Gabriel Lamé (1865), Peter Guthrie Tait (1872), Günther (1878), Gambioli (1901), Krey (1909), Rychlík (1910), Stockhaus (1910), Carmichael (1915), Johannes van der Corput (1915), Axel Thue (1917) och Duarte (1944). Fallet n = 5 löstes oberoende av Legendre och Peter Gustav Lejeune Dirichlet runt 1825. Alternativa bevis gavs senare av Carl Friedrich Gauss (1875), Lebesgue (1843), Lamé (1847), Gambioli (1901), Werebrusow (1905), Rychlík (1910), van der Corput (1915) och Guy Terjanian (1987). Fallet n = 7 löstes av Lamé 1839. Hans komplicerade bevis förenklades 1840 av Lebesgue och ännu enklare bevis gavs av Angelo Genocchi (1864, 1874 1876). Alternativa bevis gavs av Théophile Pépin (1876) och Edmond Maillet (1897).

## Beviset
Taniyama–Shimuras sats förmodades av Yutaka Taniyama och Goro Shimura på 1950- och 1960-talet. Den handlar om ett samband mellan elliptiska kurvor och modulära former, och säger att varje rationell elliptisk kurva är modulär. Jean-Pierre Serre gav ett partiellt bevis av att en hypotetisk lösning på Fermats ekvation skulle innebära existensen av en rationell elliptisk kurva som inte är modulär. Ken A. Ribet kompletterade beviset genom att bevisa Ribets sats. Efter detta började Wiles arbeta med Taniyama–Shimuras sats, som han sedan bevisade för halvstabila elliptiska kurvor, vilket var tillräckligt för att bevisa Fermats stora sats. Beviset av detta är mycket komplicerat, och använder många tekniker från talteori, algebraisk geometri, gruppteori, kommutativ algebra och Galoisteori.